# Bürgerhaus Böckingen

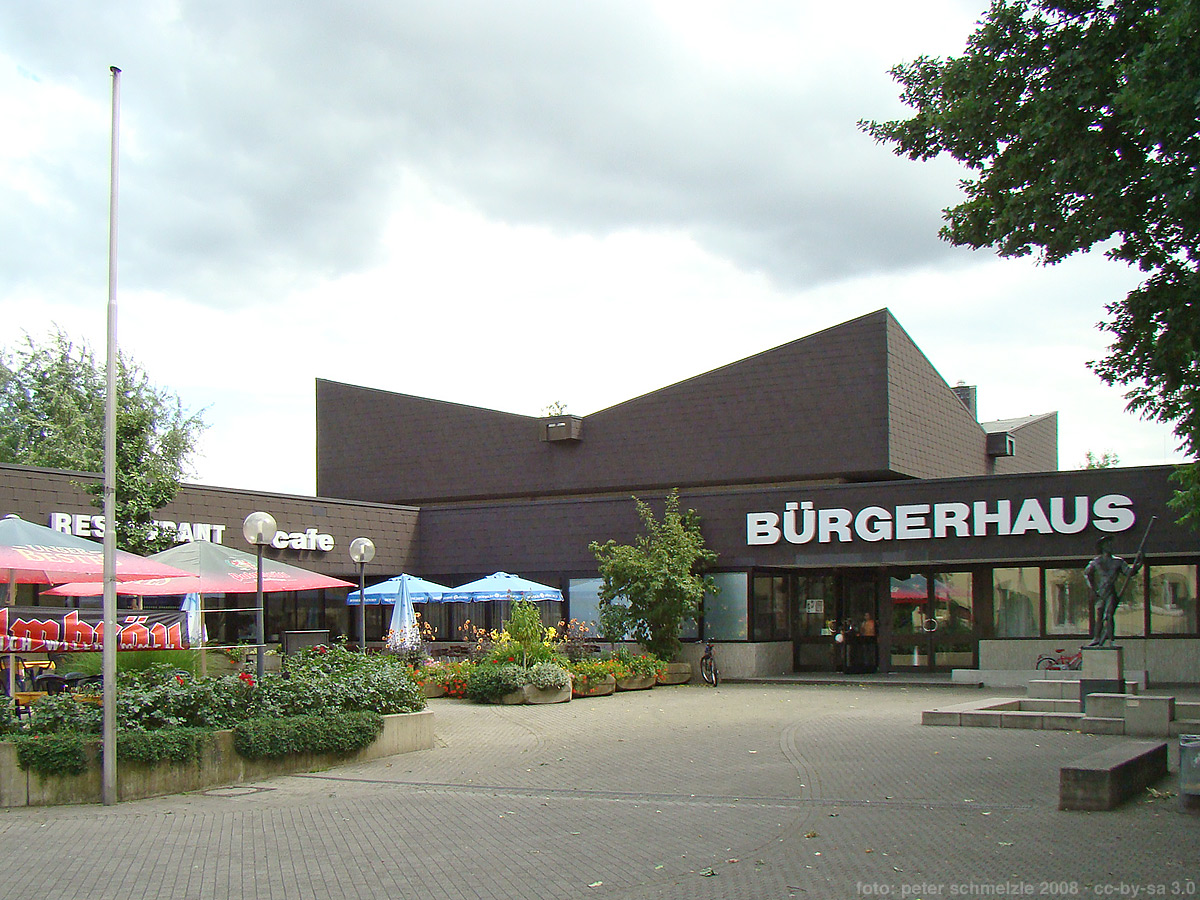
Bürgerhaus Böckingen

Das Bürgerhaus Böckingen ist ein Bürgerzentrum im Heilbronner Stadtteil Böckingen. Es wurde von 1973 bis 1975 erbaut und sollte eine neue Ortsmitte für den größten Heilbronner Stadtteil bilden, der seine historische Ortsmitte im Zweiten Weltkrieg verloren hatte. Das Bürgerhaus wurde an der Stelle der einstigen Schuchmann’schen Brauerei erbaut, von der zwei Eiskeller-Gewölbe im heutigen Gebäude erhalten blieben.

## Geschichte
Die alte Ortsmitte von Böckingen wurde im Zweiten Weltkrieg teilweise zerstört. Während des Wiederaufbaus schuf man im alten Böckinger Ortskern, südlich der Stedinger Straße, den Dorfplatz, der jedoch nie funktionelle Bedeutung erlangt hat, da er größtenteils von Wohnbebauung umgeben ist. Die Geschäfte im alten Teil von Böckingen befanden sich hingegen längs der Ludwigsburger und der Klingenberger Straße, die sich von Norden nach Süden durch den Ort ziehen. Die historische Pankratiuskirche liegt im äußersten Osten des Ortskerns, während die katholische Kirche St. Kilian westlich der Ludwigsburger Straße auf einer Anhöhe liegt. Mit diesen dezentral gelegenen Einrichtungen blieb der Ort nach dem Zweiten Weltkrieg lange Jahre ohne eigentliche Ortsmitte. Hinzu kam bald ein Strukturwandel durch die Abwanderung der letzten Landwirte aus dem Ortskern und ein Modernisierungsrückstand, zumal sich die Stadt Heilbronn in den 1960er Jahren auf die Erschließung großer Neubaugebiete wie der Sachsenäcker im Stadtteil Neckargartach oder der Schanz im Böckinger Nordwesten konzentrierte.
Die Chance zur Schaffung einer neuen Ortsmitte in Böckingen bot sich erst, als die Stadt Heilbronn 1970 das bei der Pankratiuskirche gelegene frühere Areal der Schuchmann’schen Brauerei, zuletzt von der Brauerei Palmbräu genutzt, kaufen konnte. Das von der Kirchsteige, der Stedinger Straße, der Heinrichstraße und dem Dorfgraben begrenzte, annähernd quadratische Gelände hatte eine Fläche von 8269 Quadratmetern, der Kaufpreis betrug 1,1 Mio. DM. Die Idee, dort ein Bürgerzentrum zu errichten, wurde vor allem von dem aus Böckingen stammenden Heilbronner Wirtschafts-, Kultur- und Sozialbürgermeister Erwin Fuchs vorangetrieben und orientierte sich am Bürgerhausbauprogramm des Landes Hessen.
Das Bürgerhaus wurde nach Entwürfen der Architektengemeinschaft Braun-Keppler-Stieglitz durch das in Böckingen gegründete Bauunternehmen Böpple erbaut und im April 1975 eingeweiht. Die Baukosten betrugen 7,5 Millionen Mark. Das Zentrum war mit Saal, Vereinsräumen, Gaststätte mit Kegelbahn, Filiale der Stadtbibliothek Heilbronn, Jugendtreff und Sozialstation ausgestattet. Die beiden für Vereine vorgesehenen Räume wurden den in Böckingen geborenen Brüdern Otto und Hermann Rombach gewidmet. Von der einstigen Schuchmann’schen Brauerei blieben zwei Eiskeller-Gewölbe im Bürgerhaus erhalten. Südlich des Gebäudes wurde ein zugehöriges Parkdeck errichtet, außerdem wurde der nördliche Teil der Kirchsteige, zwischen Schuchmannstraße und Pankratiuskirche, zur Fußgängerzone umgestaltet, die die Freiflächen vor dem Bürgerhaus großzügig ergänzt.

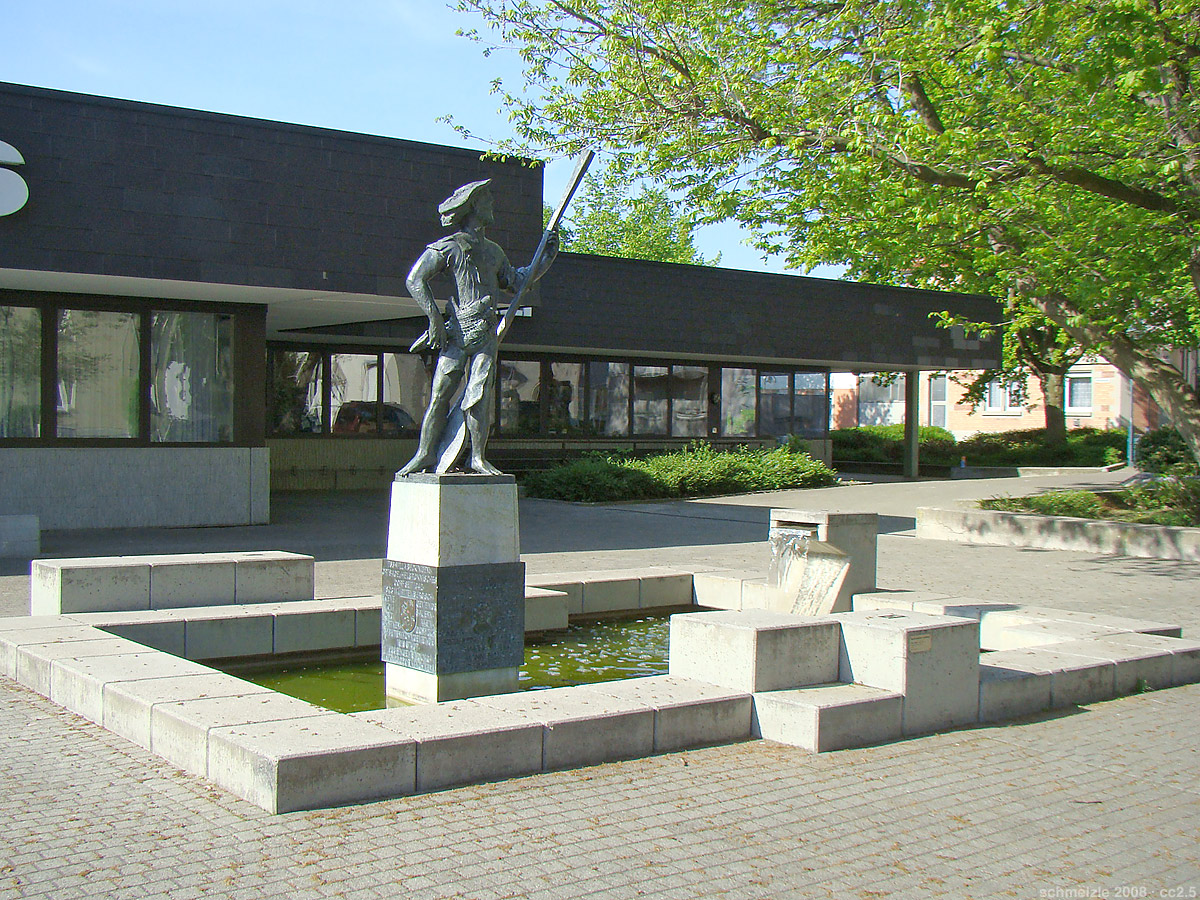
Der Seeräuber-Brunnen von Dieter Läpple befindet sich vor dem Bürgerhaus

Vor dem Bürgerhaus befindet sich der Seeräuber-Brunnen, der 1975 von Dieter Läpple geschaffen wurde. Das Brunnenmotiv nimmt Bezug auf den Utznamen der Böckinger, Seeräuber, der sich vom einstigen Böckinger See herleitet. Der damalige Oberbürgermeister Hans Hoffmann prägte bei der Einweihung des Brunnens den Spruch: „Der Name Seeräuber kommt für jeden Böckinger einem Ehrentitel gleich.“ In allen eingemeindeten Heilbronner Stadtteilen wurden solche die jeweiligen Utznamen interpretierenden Brunnen an geeigneter Stelle errichtet.
Der Jugendtreff im südwestlichen Teil des Gebäudes unterstand zunächst dem städtischen Jugendamt und wurde 1991 an den Heilbronner Jugendhaus e. V. abgetreten. Bis 1991 nutzte auch die örtliche Arbeiterwohlfahrt das Jugendcafé für einen wöchentlichen Seniorentreff, bevor man andere Räume bezog. 1978 wurde die Böckinger AWO für diesen Treff mit einem Preis im Landeswettbewerb Kommunale Bürgeraktionen ausgezeichnet. Die Gewölbekeller unter dem Bürgerhaus wurden zu einer Spielstätte des Kindertheaters Radelrutsch. Der große Veranstaltungssaal des Bürgerhauses wird wie die meisten Heilbronner Spielstätten durch die Heilbronn Marketing GmbH verwaltet. Der Saal wird häufig für die Veranstaltungen der Böckinger Vereine, aber auch für Gastspiele überregionaler Künstler genutzt. Die amerikanische Country-Band The Bottle Rockets hat darin z. B. 2005 ein Live-Album aufgenommen.
Der Bau des Bürgerhauses 1973/75 markiert den Beginn der Ortskernerneuerung in Böckingen. Allerdings fiel der Bau des Bürgerhauses auch mit weiteren großen gesamtstädtischen Bauprojekten wie der Fertigstellung des Schulzentrums auf der Schanz oder der Erschließung des Baugebiets in Sontheim-Ost zusammen, so dass die Ortskernerneuerung nicht unmittelbar im Anschluss an die Fertigstellung des Bürgerhauses erfolgen konnte, sondern noch rund zehn Jahre ins Land gingen, bevor weitere Maßnahmen zur Schaffung einer Böckinger Ortsmitte durchgeführt wurden. Ab 1985 hat man die zum Bürgerhaus führende Schuchmannstraße mit dem Neubau eines großen Geschäftshauses, dem Umbau der früheren Friedenstraßenschule und mit verkehrsberuhigenden Maßnahmen in den neuen Ortsmittenbereich einbezogen. An der unmittelbar beim Bürgerhaus gelegenen Ecke Schuchmannstraße/Dorfgraben wurde 1986 außerdem die Schwarze-Hofmännin-Skulptur von Dieter E. Klumpp platziert, die Bezug auf die Schwarze Hofmännin, eine aus Böckingen stammende Frauengestalt im Bauernkrieg, nimmt.
In den Jahren nach 2000 kamen Ausstattung und Konzept des Bürgerhauses allmählich in die Jahre. Die Gaststätte stand über Jahre leer und es fand sich kein neuer Pächter. Die fehlende Bewirtung schlug sich auf die Attraktivität der Veranstaltungen im Gebäude nieder. Forderungen nach Modernisierung und Umbau des Gebäudes wurden laut. Der Jugendtreff wurde zu einem Jugend- und Familienzentrum umgestaltet. Im Frühjahr 2014 sagte ein neuer Pächter die Wiedereröffnung der Gaststätte auf Frühsommer 2015 zu. Klaus Möhle betrieb das Bürgerhaus bis Juni 2023. Seit 1. September 2023 wird das Restaurant Bürgerhaus Böckingen von Melanie Horvat und Mario Dieterich betrieben.